# Deomali
Deomali là một thị trấn thống kê (census town) của quận Tirap thuộc bang Arunachal Pradesh, Ấn Độ.

## Nhân khẩu
Theo điều tra dân số năm 2001 của Ấn Độ, Deomali có dân số 6060 người. Phái nam chiếm 53% tổng số dân và phái nữ chiếm 47%. Deomali có tỷ lệ 62% biết đọc biết viết, cao hơn tỷ lệ trung bình toàn quốc là 59,5%: tỷ lệ cho phái nam là 69%, và tỷ lệ cho phái nữ là 55%. Tại Deomali, 17% dân số nhỏ hơn 6 tuổi.